# Franco Fanti
Franco Fanti (Colorina, Llombardia, 31 de març de 1924 - Cantú, 20 de setembre de 2007) va ser un ciclista italià, que fou professional entre 1949 i 1952. En el seu palmarès destaca la Coppa Agostoni de 1947. Quan era amateur va participar en els Jocs Olímpics de 1948.

## Palmarès
- 1947
  - 1r a la Coppa Agostoni
- 1950
  - 1r a la Volta a Iugoslàvia

### Resultats al Giro d'Itàlia
- 1949. Abandona
- 1950. 56è de la classificació general
- 1951. Abandona